# Гість і господар
Гі́сть і госпо́дар (груз. სტუმარ-მასპინძელი) — епічна поема грузинського письменника і поета Важі́ Пшаве́ли. Вперше опублікована в Тбілісі у 1893 році. Як згадував автор, вона побудована на короткій історії про вбивство громадою кровного ворога над могилою вбитої ним людини; той помер вільним, й не став слугою вбитого на тому світі, тому що до останньої секунди життя виявляв мужність і непохитність.

## Сюжет
Поблизу рідного села мисливець-кістин Джохола зустрічає незнайомця, який назвався Нунуа. Під час розмови Джокола запрошує його переночувати у свій будинок. Насправді цей подорожній — хевсур на ймення Звіадаурі, кровний ворог кістинів, і, як з'ясовується пізніше, він навіть убив рідного брата Джохоли. Поки ж мисливці приходять у будинок, де дружина Джохоли Агаза й він сам радо приймають гостя. Уночі односельці, які дізналися про прибульця, вриваються в будинок і зв'язують Звіадаурі. Джохола встає на їх шляху з кинджалом у руках, а на докори та роз'яснення сусідів відповідає, що поки той є гостем у його будинку, він недоторканий. У творі показано зіткнення двох адата: закону гостинності та звичая кровної помсти. У пориві праведного обурення господар навіть вбиває одного із сусідів, який образив його. Джохолу б'ють і залишають зв'язаним, а Звіадаурі ведуть на цвинтар, щоб убити над могилою односельця, який загинув від його руки. Той до останнього подиху відмовляється виявити покірність, тому вмирає вільним хевсуром. Коли всі йдуть, дружина Джохоли Агаза оплакує вбитого, а чоловік її, пізніше дізнавшись про це, анітрохи її не звинувачує.
До хевсурського селища доходить звістка про загибель Звіадаурі, й громада висувається, щоб забрати і поховати його останки. Біля села відбувається зіткнення кістин і хевсурів. Джохола, що перебуває тепер в опалі в односельців, не зважаючи на це, відважно б'ється й гине в битві. Хевсури, відтіснивши противника в село, забирають останки свого товариша з цвинтаря. Тіло ж Джохоли кістини теж не віддають землі, пам'ятаючи про його зіткненні з громадою. Агаза оплакує тіло чоловіка, а потім, сама в немилості з боку сусідів, кидається в гірський потік.
Завершує поему легенда про те, як ночами привиди Звіадаурі а  Джохоли знову зустрічаються біля багаття, розмовляючи як друзі і побратими, а Агаза готує їм трапезу.

### Хронотоп твору
Дія відбувається у Грузії, у двох селищах: хевсурів й кістинів. У поемі автор поєднав два простори: реальний та потойбічний. Один живе ненавистю, другий — світ братства й любові. Важа Пшавела прагнув пізнати закони природи, її рушійні сили, «таємну мову», і йому таки вдалося у довершеній формі показати єдність «землі» й «неба» — реалістичного й романтичного.
Час дії — твір написаний у XIX столітті, але автор не вказав, коли відбуваються події. Отже, у будь-який час таке може статись. У цьому плані поема має притчевий характер.

### Образна система
Головні герої:
- Джохола — мисливець, крістин;
- Звіадаурі — мисливець, хевсур;
- Агаза — дружина Джохоли.

У творі головні герої притиставлені громаді. Громада — носій старих традицій. Джохола, Звіадаурі, Агаза — представники нового часу, борці проти законів, які стають на заваді розвитку народу.

## Проблематика
Поема «Гість і господар» — філософський, багатоплановий твір. Критики його вважають національною епопеєю. Важа Пшавела ставить у поемі, як й у всіх кращих своїх творах, проблеми взаємини людини і суспільства, людини і природи, вирішує проблеми любові і боргу перед народом. У поемі відображено побут і психологію горців. Конфлікт, змальований у творі, це конфлікт між особою і «тими» (общиною); його герої виступають проти деяких віджилих законів общини. Поет возвеличує людей сильних духом, з почуттям власної гідності, для яких найвищою є свобода. Проблеми, які піднімає автор, мають загальнолюдське значення.

### Мотиви
Мотиви кровної помсти, розбрату у поемі у поетичній формі показані в образах представників общини. Вони забувають про адат, закони грузинського народу. Порушуючи їх, вони ніби забирають силу свого народу. Кавказ — це людяність, братство й добро. Це гостинність й повага до гостя. Порушення такого закону призводить до загибелі й розбрату. Автор геніально розплутує гордієв вузол, хоча й після смерті головних героїв. Тим самим він показує, що кровна помста — це дуже сильний мотиватор зла й ненависті.

## Екранізація
За мотивами поем «Гість і господар» та «Алуда Кетелаури» грузинським режисером Тенгізом Абуладзе в 1967 році був знятий фільм «Благання». Робота над фільмом режисер Тенгіз Абуладзе завершив у 1967 році. Знайти кінематографічний еквівалент світу геніального грузинського поета було дуже важко. Уся образна побудова фільму «Благання», його стилістика і проблематика, повністю виникли з літературного світу Важа Пшавели.

## Переклади
Уривок поеми «Гість і господар» перекладав українською мовою Павло Тичина. Російською мовою поему перекладали Микола Заболоцький, Володимир Державін, Осип Мандельштам, Борис Пастернак, Сергій Спаський, Марина Цвєтаєва та інші. Поема також перекладена англійською, німецькою, іспанською та італійською мовами.